# Гаудеамус (конкурс исполнителей)
Международный конкурс исполнителей «Гаудеамус» (от названия старинного студенческого гимна Gaudeamus) — международный конкурс в области академической музыки, проводящийся одноимённым фондом, существующим в Нидерландах с 1945 года. Конкурс проводится среди выдающихся молодых исполнителей (на различных инструментах) раз в два года. По ныне действующим правилам ограничение по возрасту — для инструменталистов не старше 35 лет и вокалистов не старше 40 лет.

## Лауреаты конкурса исполнителей
- 1964 Дуэт Петр Месьерер (скрипка) и Ярмила Коздеркова (фортепиано), Чехословакия
- 1965 Шарль де Вольф (орган), Нидерланды
- 1966 Харальд Бойе (фортепиано), Германия
- 1967 Дуэт Джоан Райелл и Джун Кларк (фортепиано), Великобритания
- 1968 Роналд Ламсден (фортепиано), Великобритания
- 1969 Франк ван Котен (гобой), Нидерланды
- 1970 Барт Берман (фортепиано), Нидерланды
- 1971 Дорис Хейс (фортепиано), США
- 1972 Харри Спарнай (бас-кларнет), Нидерланды
- 1973 Митико Такахаси (маримба), Япония
- 1974 Херберт Хенк (фортепиано), Германия
- 1975 Фернандо Грилло (контрабас), Италия
- 1976 Макс Лифшиц (фортепиано), Мексика
- 1977 Тойоджи Питер Томита (тромбон), США
- 1978 Эдуард Джонсон (кларнет), США
- 1979 Мирча Арделяну (ударные), Румыния
- 1980 Флорян Попа (кларнет), Румыния
- 1981 Дэвид Арден (фортепиано), США
- 1983 Джон Кенни (тромбон), Великобритания
- 1985 Ансамбль ударных Амадинда, Венгрия
- 1987 Штефан Хуссонг (аккордеон), Германия
- 1989 Луи Бессетт (фортепиано), Канада
- 1991 Томоко Мукаяма (фортепиано), Япония
- 1993 Александра Кржановская (фортепиано), Польша
- 1994 Маргит Керн (аккордеон), Германия
- 1995 Гвидо Арбонелли (бас-кларнет), Италия
- 1996 Хелен Бледсоу (флейта), США
- 1997 Алан Томас (гитара), США
- 1999 Ралф ван Рат (фортепиано), Нидерланды
- 2001 Тони Арнолд (сопрано), США
- 2003 Филип Ховард (фортепиано), Великобритания
- 2005 Эшли Хрибар (фортепиано), Австралия
- 2007 Матиас Реймерт (ударные), Дания
- 2009 Малгожата Валентинович (фортепиано), Польша
- 2011 Брайан Арчинал (ударные), США